# مایدان-لشنگچووکا
مایدان-لشنگچووکا (به لهستانی: Majdany-Leśniczówka) یک روستا در لهستان است که در گمینا لوبوویز واقع شده‌است.